# Дюрхан
Дюрхан (дьюрхан, дьюркан) — одеяло из натуральных выделанных шкур козы. Предмет национальных ремёсел алтайцев, с распространением туризма приобрёл важное значение как сувенир. Изготовление дюрханов развито в Улаганском, Усть-Канском и Онгудайском районах Республики Алтай.
Развитие народных промыслов коренного населения считается важным направлением социальной политики в Республике Алтай, производство дюрханов включено в республиканскую целевую программу «Возрождение, сохранение и развитие народных художественных промыслов, традиционных народных ремесел и декоративно-прикладного творчества в Республике Алтай (2005—2010 годы)»